# Паметник на Сталин (Борисова градина)
 Тази статия е за паметника на Сталин в Борисовата градина.  За паметника във Варна вижте Паметник на Сталин (Варна).  
Паметникът на Йосиф Сталин се е намирал в Парка на свободата в град София. През 1996 година на негово място е поставен паметник на Борис III, на името на когото е преименуван паркът.
Фигурата на Йосиф Висарионович, цялата отлята от бронз, е висока около 4 – 5 метра и сочи някъде в бъдещето. Пиедесталът, на който е разположена той, е висок около 2 метра.
На 3 март 1953 г. в нещо подобно на секретна операция, два дни преди смъртта на „бащата на народите“ анархистът Георги Константинов, с псевдоним Анархията, заедно със свой другар взривява скулптурата. Това е израз на протест относно култа на личността към смятания от Константинов за „криминален тип от световен мащаб“, вожд. Неговият помощник по него време отбива военната си служба в казармата. Той успява да изнесе порядъчно количество взривно вещество, скрито в една войнишка манерка. Устройството поставят между краката на фигурата и след неговото активиране тя е разрушена. Дни по-късно паметникът е възстановен и по-късно отново демонтиран.
Същата година атентаторът срещу паметника едвам отървава смърната прсъда. Влиза в затвора и излежава 10 от общо 20-те години, на които е осъден. През 2007 г. Константинов е предложен от СДС за член на комисията по досиетата. На 26 март 2007 г. Държавната комисия по сигурността на информацията отхвърля официално кандидатурата му. Поводът са 25 тома данни на Национална служба „Сигурност“ за терористична дейност от негова страна.
Другият атентатор Васил Зафиров Дичев на 15 юни 1953 г. е осъден на 14 години затвор в процес срещу 9 души, участници в организация, поставила си за цел свалянето на народната власт.